# Gualchos
Gualchos (hay Gualchos-Castell de Ferro) là một thị xã ở tỉnh Granada, Tây Ban Nha. Thị xã này có diện tích 31 km², dân số năm 2001 là 2.759 người, mật độ dân số là 89 người/km².  Lưu trữ ngày 28 tháng 9 năm 2006 tại Wayback Machine